# Pequeño (álbum)
Pequeño es el segundo álbum en solitario del cantautor español Enrique Bunbury. Editado en 1999 bajo el sello Chrysalis, supuso un verdadero parteaguas en la carrera del aragonés, ya que rompió totalmente con los moldes bajo los cuales habían sido creados sus anteriores trabajos y presentó un álbum de corte minimalista, recurriendo a la música mediterránea, así como a influencias rancheras y árabes.

## Lista de canciones[1]
| N.º   | Título                    | Escritor(es)                          | Duración |  |
| 1.    | «Algo en común»           | Enrique Bunbury Copi Corellano        | 3:47     |  |
| 2.    | «Infinito»                | Bunbury                               | 3:56     |  |
| 3.    | «El extranjero»           | Bunbury Copi                          | 4:27     |  |
| 4.    | «Solo si me perdonas»     | Bunbury Copi                          | 4:34     |  |
| 5.    | «El viento a favor»       | Bunbury                               | 4:52     |  |
| 6.    | «Lejos de la tristeza»    | Bunbury Rafael Domínguez Ramón Gacías | 3:28     |  |
| 7.    | «¿Dudar?, quizás»         | Bunbury                               | 5:53     |  |
| 8.    | «Demasiado tarde»         | Bunbury Gacías                        | 5:20     |  |
| 9.    | «De mayor»                | Bunbury Copi Gacías Royo              | 4:41     |  |
| 10.   | «Bailando con el enemigo» | Bunbury                               | 4:34     |  |
| 11.   | «Robinson»                | Bunbury Royo                          | 4:05     |  |
| 12.   | «Contradictorio»          | Bunbury Del Morán Domínguez Gacías    | 7:12     |  |
| 56:55 |                           |                                       |          |  |

## Personal[1]
- Enrique Bunbury - Voz, producción.
- Ramón Gacías - Asistente de producción
- Tomás Mateos McNamee, Solo Music & Management - Producción ejecutiva
- Cameron Jenkins, Javier Yáñez - Ingeniería
- Gabriel/Scaramuzzino (para Zona de Obras) - Diseño gráfico

## Sencillos
| #  | Sencillo                               | Fecha de publicación |
| -- | -------------------------------------- | -------------------- |
| 1. | "El Extranjero"                        | Agosto de 1999       |
| 2. | "Infinito"                             | Septiembre de 1999   |
| 3. | "Infinito" (Versión D.F.)              | 1999                 |
| 4. | "De Mayor"                             | 2000                 |
| 5. | "El Viento a Favor"                    | 2000                 |
| 6. | "El Viento a Favor" (Opción Barcelona) | 2000                 |

## Videoclips
| #  | Videoclip                                                   | Año de publicación |
| -- | ----------------------------------------------------------- | ------------------ |
| 1. | "El Extranjero" (Directo En Madrid)                         | 1999               |
| 2. | "Infinito"                                                  | 1999               |
| 3. | "Infinito" (Versión D.F.) (Colaboración de Julieta Venegas) | 2000               |
| 4. | "De Mayor"                                                  | 2000               |
| 5. | "El Viento a Favor" (Opción Barcelona)                      | 2000               |